# Ouzouer-sur-Loire
Ouzouer-sur-Loire – miejscowość i gmina we Francji, w Regionie Centralnym, w departamencie Loiret.
Według danych na rok 1990 gminę zamieszkiwało 2310 osób, a gęstość zaludnienia wynosiła 67 osób/km² (wśród 1842 gmin Centre, Ouzouer-sur-Loire plasuje się na 159. miejscu pod względem liczby ludności, natomiast pod względem powierzchni na miejscu 251.).